# Vera Mann
Vera Mann (Genk, 28 september 1963) is een Vlaams actrice, zangeres en musicalactrice.

## Loopbaan
Ze debuteerde in 1987 met een ensemblerol in de musical My Fair Lady, in het theaterseizoen van 1994/1995 speelde zij weer in deze musical, nu in een van de hoofdrollen als Eliza Doolittle naast Paul van Vliet als Higgins.

## Rollen

### Concerten
- In de schaduw van Brel (2003-2004 & 2011), met Rob van de Meeberg. Theater over het leven van Jacques Brel.
- A musical century, met Simone Kleinsma, Bas Groenenberg en Ernst Daniël Smid.
- Sinatra's songbook, o.l.v. Cor Bakker met Mathilde Santing en Gerrie van der Klei.
- Zing, vecht, huil, bid, lach, werk en bewonder - een ode aan Ramses Shaffy (2005/2006) met o.a. Mylène d'Anjou
- Ze zong bij diverse orkesten, o.a. Rotterdams philharmonisch/Brabants orkest/Metropoolorkest

### Musicals
- My Fair Lady (1987 en 1994/1995), als Eliza Doolittle
- De koopman van Amsterdam (1990)
- Les Misérables (1991/1992), als Eponine
- Roze krokodillen (1993/1994)
- Sacco & Vanzetti (1996-1997)
- Joe (1997/1998), als Dorinda Durstan
- Peter Pan (2001/2002), als Peter Pan
- Me and My Girl
- West Side Story
- Dear Fox
- Evita
- Diana - een onewomanmusical over het leven van prinses Diana - als Diana
- Passion (2004/2005), als Fosca
- Mamma Mia! (Nederlandse versie 2005), als Donna
- Mamma Mia! (Vlaamse versie 2006), als Donna
- Cats (Nederlandse versie 2006/2007), als Grizabella
- Into the Woods (2007), als Heks
- Hera (2008/2009), als Hera
- Dromen... zijn bedrog (2009/2010)
- The Wild Party (2011), als Queenie
- Dik Trom (2012)
- Hartsvrienden (2015), als Mrs. Johnstone
- Sweeney Todd (2016), als Mrs. Lovett
- Telkens weer het dorp (2017), als soliste
- Charley de komische musical (2018-2019), als Donna Lucia d'Alvadorez
- Red Star Line (2023), als Rosalie
- VRIJDAG. (2024), als Frances Willems

### Toneel
- Little Voice
- Momenten van geluk
- Twee op de wip
- Duet for one (regie: Paul van Ewijk)
- Kantje boord
- Nieuw Geld

### Televisieseries
- Baantjer
- Hartslag
- Spring op Ketnet
- Wet & waan
- Jurylid in Idool 2007
- Wie is de Mol? (2009, afgevallen in aflevering 1)
- Fashion Planet (2014, gastrol)
- De Alleskunner VIPS (2022, geëindigd op de 50e plek)
- De Alleskunner VIPS Kerstspecial (2024, geëindigd op de 11e plek)

## Trivia
- Ze zong de titelsong Nog één kans (Alarmschijf) voor de Nederlandse  RTL 4 televisieserie Vrouwenvleugel (1993-1995).
- In 1990 was ze panellid bij het Vlaamse televisieprogramma De drie wijzen, naast Jacques Vermeire en Walter Grootaers.
- In 1993 maakte zij haar eerste solo-cd: Nooit Geproefd.
- In 2007 zetelde ze als jurylid voor de tv-zangwedstrijd Idool (VTM).

## Prijzen
- 1991: Pall Mall Exportprijs.
- 2002: John Kraaijkamp Musical Award voor Diana.
- 2004: John Kraaijkamp Musical Award voor In de schaduw van Brel.
- 2005: John Kraaijkamp Musical Award voor Passion.
- 2005: Vlaamse Musical Award voor Passion.
- 2006: Vlaamse Musical Award voor Mamma Mia.
- 2010: John Kraaijkamp Musical Award voor Dromen zijn bedrog - Nominatie.
- 2017: Musical Awards voor 'beste vrouwelijke hoofdrol in een grote musical' voor Sweeney Todd.

## Nasynchronisatie
- Mann leende haar stem aan de Disney-film De klokkenluider van de Notre Dame en aan Anastasia van 20th Century Fox. Ook is ze de stem van Princess Fiona in de Vlaamse versie van Shrek 1, 2, 3 en 4.
- Van 1999 tot 2001 had ze een rol in de animatieserie Princess Sissi, als de stem van Helena. Ook zong ze de titelsong en eindmelodie van de serie in.